# 明鄉嘉盛會館

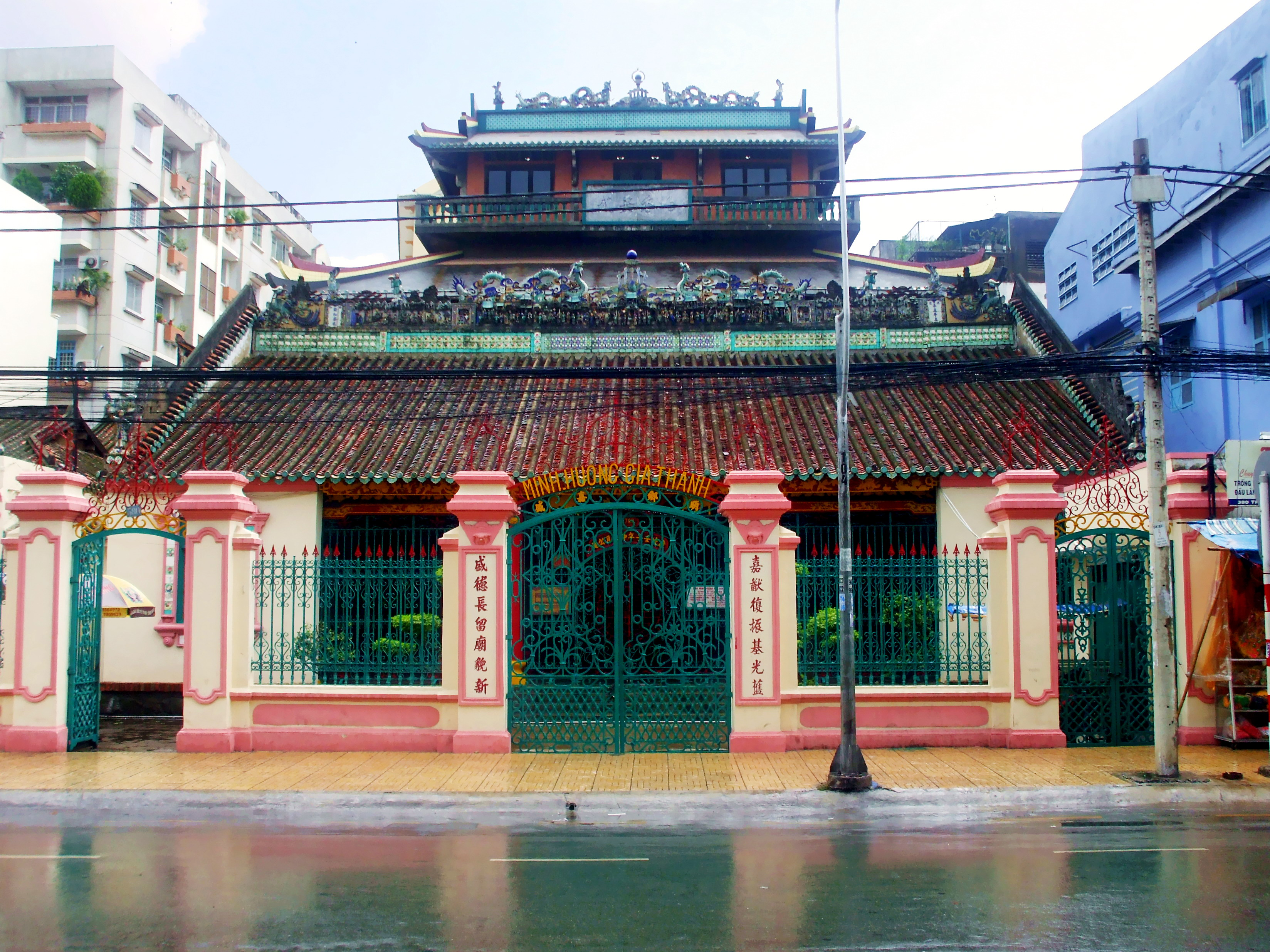
明鄉嘉盛會館

明乡嘉盛会馆位于越南胡志明市第五郡堤岸陈兴道路380号。供奉关羽，由越南华人明鄉人兴建于18世纪。
明鄉嘉盛會館为中國风格。汉字門聯為：「嘉献复振基光旧， 盛德长留庙貌新」。
1993年1月7日，越南文化部将其确认为國家古蹟。